# Нир, Шарон
Шарон Нир (ивр. שרון ניר‎, род. 3 ноября 1970, Хайфа) — израильский политик, депутат Кнессета от партии «Исраэль Бейтейну» после парламентских выборов в Израиле в 2022 году. 

## Биография
Шарон Нир родилась 3 ноября 1970 года в Хайфе. Нир поступила на службу в Армию обороны Израиля в 1989 году и была назначена в корпус C4I. В 1990 году она стала офицером и командиром взвода в 162-й дивизии. Позже она стала первой женщиной, готовившей офицеров для корпуса C4I.
В 2003 году Нир была назначена руководителем нового отдела, отвечающего за планирование и организацию в корпусе. В 2007 году она была назначена командиром батальона Центрального военного округа, став первой женщиной, командующей батальоном оперативной связи. Она командовала батальоном до 2009 года. В 2015 году Нир была назначена руководителем главной учебной базы C4I, став первой женщиной, занявшей эту должность. В 2016 году она была назначена советником начальника Генштаба по гендерным вопросам и занимала эту должность до сентября 2019 года. 
27 августа 2022 года было объявлено, что Нир присоединилась к партии «Исраэль Бейтейну». Она заняла четвёртое место в избирательном списке партии перед выборами в Кнессет 2022 года. Нир была избрана в Кнессет и приняла присягу 15 ноября.

## Личная жизнь
Нир имеет степень бакалавра поведенческих наук и степень магистра по управлению бизнесом, обе получены в Университете имени Бен-Гуриона. Она также является выпускницей Колледжа национальной безопасности. До прихода в политику Нир работала преподавателем в Университете Райхмана. 
Нир живёт в Модиин-Маккабим-Реуте и замужем за Яривом Ниром, который также был офицером C4I. У пары трое детей.